# Ricardo Prado
Ricardo Prado (* 3. ledna 1965 Andradina) je bývalý brazilský plavec. Byl členem CR Flamengo a největších úspěchů dosáhl v polohovém závodě.
Plavání se věnoval od pěti let, v sedmi získal první národní titul a ve dvanácti debutoval v seniorské reprezentaci. V roce 1979 postoupil do finále Panamerických her. Startoval na Letních olympijských hrách 1980, kde nepostoupil z rozplaveb. Na mistrovství světa v plavání 1982 zvítězil v polohovém závodě na 400 metrů ve světovém rekordu 4:19,78. Na tomto šampionátu byl také čtvrtý na 200 m motýlek a osmý na 200 m znak a v polohové štafetě.
Vyhrál oba polohové závody na Panamerických hrách v roce 1983 i na mistrovství National Collegiate Athletic Association v roce 1984. Získal stříbrnou medaili na olympijských hrách v Los Angeles roku 1984. V roce 1985 vyhrál polohovou čtyřstovku na Univerziádě i na panpacifickém mistrovství. Na Panamerických hrách 1987 obsadil druhé místo v závodě na 200 m znak a byl třetí na 200 m polohový závod a se štafetou. V době přípravy na olympiádu v Soulu mu byla diagnostikována hepatitida a musel předčasně ukončit kariéru.
Vystudoval ekonomii na Southern Methodist University. Působí jako ředitel Parque Aquático Maria Lenk v Rio de Janeiro a podílel se na organizaci olympiády v roce 2016. Je také sportovním komentátorem pro stanici ESPN.
V roce 2003 utrpěl infarkt a byl mu zaveden koronární bypass.